# Асикага Ёсикацу
Асикага Ёсикацу (足利义胜? ; 19 марта 1434 — 16 августа 1443) — 7-й сёгун Японии из династии Асикага (1442—1443).

## Биография
Старший сын Асикага Ёсинори (1394—1441), 6-го сёгуна Японии из династии Асикага (1429—1441).
В июле 1441 года сёгун Асикага Ёсинори был убит в Киото в результате заговора Акамацу Мицусукэ и его сына Нориясу. В следующем 1442 году 8-летний Асикага Ёсикацу, будучи старшим из сыновей покойного сёгуна, был провозглашен новым сёгуном Японии.
16 августа 1443 года 10-летний сёгун Асикага Ёсикацу, увлекавшийся верховой ездой, скончался в результате падения с лошади. Он правил два года. После смерти Ёсикацу новым сёгуном был объявлен его 8-летний младший брат Асикага Ёсинари (1435—1490), который после вступления в должность в 1449 году принял имя Ёсимаса.